# António José de Freitas Honorato

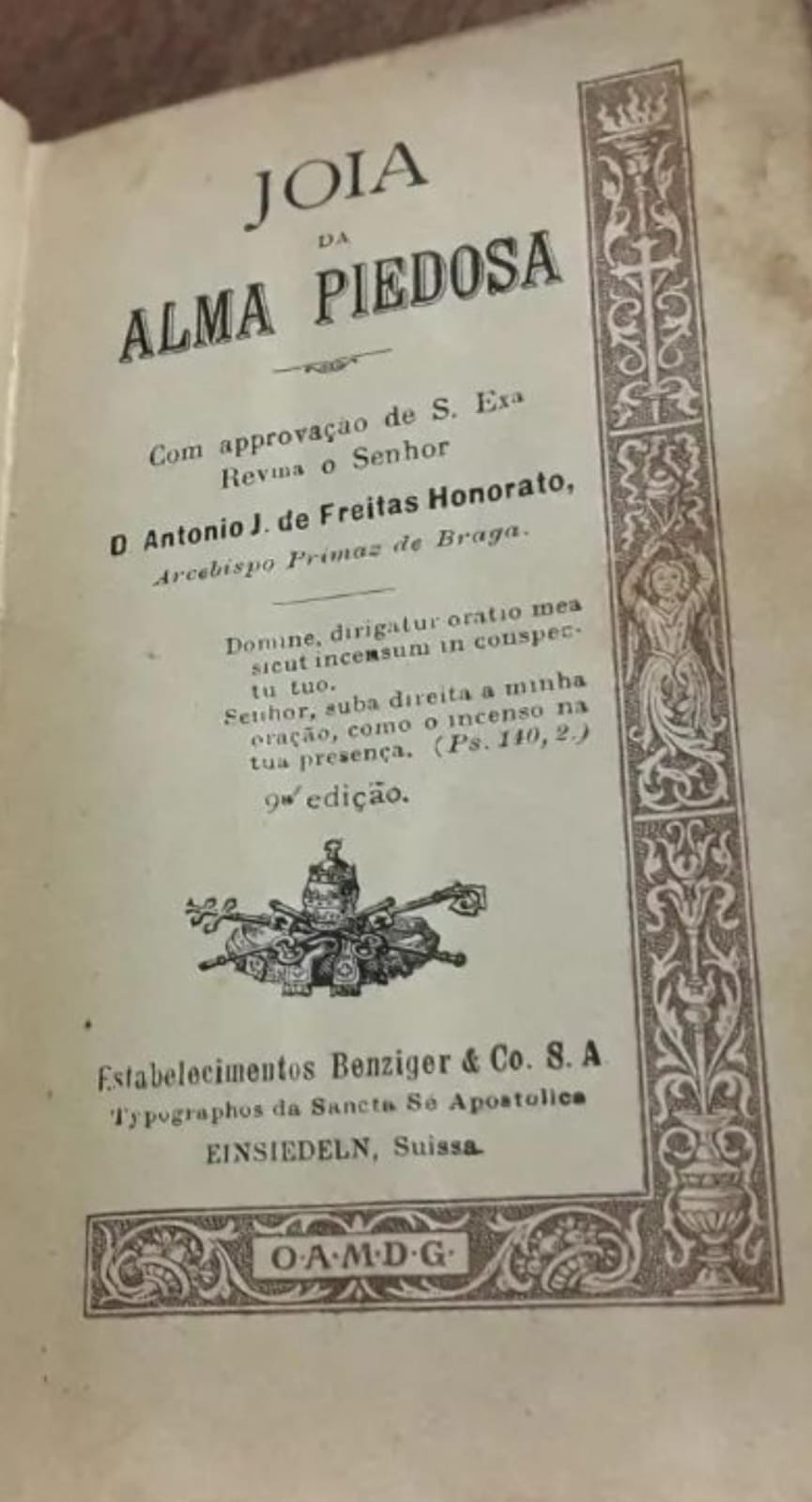
Literatura cristâ-católica em 1919.

Dom António José de Freitas Honorato (Coimbra, 16 de Outubro de 1820 — Braga, 28 de Dezembro de 1898) foi arcebispo de Braga de 9 de Agosto de 1883 até a sua morte.
Em 25 de Julho de 1873 tinha sido nomeado bispo auxiliar de Lisboa, com o título de arcebispo de Mitilene.